# Boiga
Boiga  es un género de serpientes levemente venenosas de la familia Colubridae. Agrupa unas 33 especies principalmente distribuidas en el sudeste asiático, India y Australia. Sin embargo, debido a su capacidad de adaptación y su naturaleza extremadamente resistente su área de distribución se ha extendido a muchos otros hábitats adecuados en el mundo.

## Especies
Se distinguen las siguientes especies:
- Boiga andamanensis (Wall, 1909).[2] - Serpiente gato de Andamán.
- Boiga angulata (Peters, 1861).[3] - Serpiente gato de cabeza roma filipina, serpiente gato de Leyte.
- Boiga barnesii (Günther, 1869).[4] - Serpiente gato de Barnes.
- Boiga beddomei (Wall, 1909).[2] - Serpiente gato de Beddome.
- Boiga bengkuluensis Orlov, Kudryavtzev, Ryabov & Shumakov, 2003.[5] - Serpiente gato de Bengkulu.
- Boiga bourreti Tillack, Ziegler & Le Khac Quyet, 2004.[6] - Serpiente gato de Bourret.
- Boiga ceylonensis (Günther, 1858).[7] - Serpiente gato de Ceylon, Serpiente gato de Sir Lanka.
- Boiga cyanea (Duméril, Bibron & Duméril, 1854).[8] - Serpiente gato Verde.
- Boiga cynodon (Boie, 1827).[9] - Serpiente gato de dientes de perro.
- Boiga dendrophila (Boie, 1827).[9] - Serpiente gato de anillos dorados, serpiente de manglar, Ularburong.
- Boiga dightoni (Boulenger, 1894).[10][11] - Serpiente gato de Peermade, Serpiente gato de Kerala.
- Boiga drapiezii (Boie, 1827).[9] - Serpiente gato de manchas blancas, Serpiente gato de Drapiez.
- Boiga flaviviridis Vogel & Ganesh, 2013.[12] - Serpiente gato verde-amarilla.
- Boiga forsteni (Duméril, Bibron & Duméril, 1854).[8] - Serpiente gato de Forsten.
- Boiga gocool (Gray, 1835).[13] - Serpiente de árbol de Arrowback.
- Boiga guangxiensis Wen, 1998.[14] - Serpiente gato del bosque de Guangxi.
- Boiga hoeseli Ramadhan, Iskandar & Subasri, 2010.[15] - Serpiente gato de las islas menores de la Sonda.
- Boiga irregularis (Bechstein, 1802).[16] - Serpiente gato marrón, serpiente gato de árbol marrón.
- Boiga jaspidea (Duméril, Bibron & Duméril, 1854).[8] - Serpiente gato jaspeada.
- Boiga kraepelini Stejneger, 1902.[17] - Serpiente gato de Keelung.
- Boiga multifasciata (Blyth, 1861).[18] - Serpiente gato multibandeada.
- Boiga multomaculata (Boie, 1827).[9] - Serpiente gato multipunteada.
  - Boiga multomaculata multomaculata (Boie, 1827) - Serpiente gato ocelada.
  - Boiga multomaculata ochracea (Theobald, 1868)[19][20]- Serpiente gato rojiza.
  - Boiga multomaculata septentrionalis Köhler, Thammachoti, Mogk, Than, Kurniawan, Kadafi, Das, Tillack & O'Shea, 2023.[20] - Serpiente gato multipunteada norteña.
- Boiga nigriceps (Günther, 1863).[21] - Serpiente gato de cabeza negra.
- Boiga nuchalis (Günther, 1875).[22] - Serpiente gato de collar.
- Boiga philippina (Peters, 1867).[23] - Serpiente gato filipina.
- Boiga quincunciata (Wall, 1908).[24] - Serpiente gato de Assam.
- Boiga saengsomi Nutaphand, 1985.[25] - Serpiente gato bandeada, Serpiente gato de Tailandia.
- Boiga schultzei Taylor, 1923.[26] - Serpiente gato de Palawan, Serpiente gato de cabeza roma de Schultz.
- Boiga siamensis Nutaphand, 1971.[27] - Serpiente gato gris, Serpiente gato de Siam.
- Boiga stoliczkae (Wall, 1909).[20] - Serpiente gato de Stoliczka.
- Boiga tanahjampeana Orlov & Ryabov, 2002.[28] - Serpiente gato de Tanah Jampea.
- Boiga trigonata (Schneider, 1802).[29] - Serpiente gato común, Serpiente gamma de la India.
- Boiga wallachi Das, 1998.[30] - Serpiente gato de Nicobar.